# Villa de Cos
Villa de Cos är en ort i Mexiko.   Den ligger i kommunen Villa de Cos och delstaten Zacatecas, i den centrala delen av landet, 500 km nordväst om huvudstaden Mexico City. Villa de Cos ligger 1 982 meter över havet och antalet invånare är 4 297.
Terrängen runt Villa de Cos är en högslätt. Runt Villa de Cos är det mycket glesbefolkat, med 5 invånare per kvadratkilometer. Villa de Cos är det största samhället i trakten. Omgivningarna runt Villa de Cos är i huvudsak ett öppet busklandskap.